# Manilkara triflora
Manilkara triflora är en tvåhjärtbladig växtart som först beskrevs av Allemão, och fick sitt nu gällande namn av Joseph Vincent Monachino. Manilkara triflora ingår i släktet Manilkara och familjen Sapotaceae. Inga underarter finns listade i Catalogue of Life.